# الیزابت برکلی
الیزابت برکلی (Elizabeth Berkley؛ زادهٔ ۲۸ ژوئیه ۱۹۷۲ در فارمینگتون‌هیلز، میشیگان) هنرپیشه یهودی آمریکایی است که در سینما، تلویزیون و تئاتر فعالیت می‌کند.

## بخشی از فیلمشناسی
از فیلم‌ها یا برنامه‌های تلویزیونی که وی در آن نقش داشته‌است می‌توان به آثار زیر اشاره کرد.
- بی‌واچ (۱۹۹۲)
- دختران شو (۱۹۹۵)
- اولین باشگاه همسران (۱۹۹۶)
- هر یکشنبه کذایی (۱۹۹۹)
- نفرین عقرب یشمی (۲۰۰۱)
- راجر داجر (۲۰۰۲)
- سی‌اس‌آی (۲۰۰۳)
- سی‌اس‌آی: میامی (۲۰۰۸–۲۰۰۹)
- زنان در دردسر (۲۰۰۹)
- برنامه امشب با اجرای جیمی فلن (۲۰۱۵)
- دختر جدید (۲۰۱۶)